# Bad Gastein
Bad Gastein (indtil 1996 stavet Badgastein) er en østrigsk kommune og kurlandsby beliggende i midten af nationalparken Hohe Tauern i Gasteinerdalen i delstaten Salzburg. Byen ligger 1.000 m over havets overflade.
Mens byen om sommeren tiltrækker mange vandrere, er den i vinterhalvåret et populært skisportssted. Skibakkerne i området findes i mange niveauer, om end det er de røde bakker, der dominerer. I 1958 dannede byen rammen om verdensmesterskaberne i alpint skiløb.
Frederik Vilhelm 1. af Preussen besøgte ofte Bad Gastein.